# O Jesus, giv, att barnslig tro
O Jesus, giv, att barnslig tro är femte versen ur Johan Olof Wallins psalmtext Säll du, som menlös fann din grav,  psalm nr 582 i 1937 års psalmbok.som är avsedd att sjungas vid ett barns död. Den vers som Missionsförbundet valt att presentera som en ensam psalmtext använder de som avslutningssång till gudstjänsten.

## Publicerad i
- Svenska Missionsförbundets sångbok 1920 som nr 770 under rubriken "Slutsånger."